# Rina Cjuro
Rina Cjuro (* 23. Februar 1998) ist eine peruanische Leichtathletin, die sich auf den Hindernislauf spezialisiert hat.

## Sportliche Laufbahn
Erste internationale Erfahrungen sammelte Rina Cjuro im Jahr 2014, als sie bei den Jugendsüdamerikameisterschaften in Cali in 7:14,49 min die Silbermedaille im 2000-Meter-Hindernislauf gewann. Im Jahr darauf gewann sie bei den Juniorensüdamerikameisterschaften in Cuenca in 11:08,08 min die Silbermedaille über 3000 m Hindernis und anschließend belegte sie bei den Jugendweltmeisterschaften in Cali in 6:50,90 s den achten Platz über 2000 m Hindernis. 2016 schied sie bei den U20-Weltmeisterschaften in Bydgoszcz mit 10:26,45 min im Vorlauf aus und anschließend gewann sie bei den U23-Südamerikameisterschaften in Lima in 10:26,51 min die Bronzemedaille im Hindernislauf hinter der Argentinierin Belén Casetta und ihrer Landsfrau Zulema Arenas. Zudem belegte sie in 17:12,24 min den fünften Platz im 5000-Meter-Lauf. Bei den Crosslauf-Weltmeisterschaften 2017 in Kampala erreichte sie nach 21:44 min Rang 44 im U20-Rennen. Anschließend siegte sie in 10:47,25 min im Hindernislauf bei den U20-Südamerikameisterschaften in Leonora und belegte in 4:40,42 min den vierten Platz über 1500 Meter. Anschließend wurde sie bei den U20-Panamerikameisterschaften in Trujillo in 10:27,50 min Vierte und dann erreichte sie bei den Juegos Bolivarianos in Santa Marta nach 10:23,62 min Rang fünf. 2018 nahm sie an den Südamerikaspielen in Cochabamba teil und siegte dort in 10:53,83 min. Anschließend belegte sie bei den Ibero-Amerikanischen Meisterschaften in Trujillo in 10:30,62 min den achten Platz und gewann dann bei den U23-Südamerikameisterschaften in Cuenca in 10:47,25 min die Silbermedaille hinter der Ecuadorianerin Katerine Tisalema.
Bei den Crosslauf-Weltmeisterschaften 2019 in Aarhus erreichte sie nach 42:11 min Rang 82 und anschließend belegte sie bei den Südamerikameisterschaften in Lima in 10:09,72 min den vierten Platz. Anschließend startete sie bei den Panamerikanischen Spielen ebendort und wurde dort nach 10:08,12 min Siebte. 2021 klassierte sie sich bei den Südamerikameisterschaften in Guayaquil mit 10:13,26 min auf dem fünften Platz.
In den Jahren 2018 und 2021 wurde Cjuro peruanische Meisterin im Hindernislauf sowie 2020 im 1500-Meter-Lauf.

## Persönliche Bestleistungen
- 1500 Meter: 4:38,39 min, 31. August 2018 in Lima
- 5000 Meter: 16:56,59 min, 26. November 2019 in Lima
- 3000 Meter Hindernis: 10:08,12 min, 10. August 2019 in Lima